# Karl Keller (Politiker, 1879)
Karl Keller (* 5. Mai 1879 in Mainz; † 13. Juli 1951 in Groß-Umstadt) war ein deutscher Jurist  und Oberbürgermeister der Stadt Gießen. 

## Leben
Karl Keller war ein Sohn des Gymnasialdirektors Jakob Keller und dessen Ehefrau Luise Seeger. Nach seinem Studium der Rechtswissenschaften an der Justus-Liebig-Universität Gießen erhielt er nach Ablegen der beiden juristischen Staatsprüfungen im Jahre 1905 eine Anstellung als Gerichtsassessor in Gießen. 1907 kam er als Staatsanwalt zum Landgericht Rheinhessen und war vorher als Amtsanwalt bei den Amtsgerichten Bensheim, Zwingenber, Lorsch und Lampenheim eingesetzt.
Noch im selben Jahr wechselte er in die Kommunalverwaltung und wurde Beigeordneter in Gießen. Die Wahl zum Beigeordneten wurde im Oktober 1907 bestätigt. Am 25. November 1913 wurde er zum Bürgermeister von Gießen gewählt.
Von 1914 bis zu seiner Verabschiedung in den Ruhestand im Jahre 1934 bekleidete er das Amt des Oberbürgermeisters von Gießen.
1925 war er auf Lebenszeit zum Oberbürgermeister gewählt worden. Bereits zum 31. März 1934 trat er auf Druck der NS-Machthaber von seinem Amt zurück.
Keller war Mitbegründer der Gießener Volkshochschule.

### Auszeichnungen
- 1932 Ehrenbürger von Gießen
- Dr. h. c.